# Висмер, Пьер
Пьер Висме́р (фр. Pierre Wissmer; 30 октября 1915, Женева, Швейцария — 4 ноября 1992, Валькрос, Вар, Франция) — швейцарский и французский композитор и педагог.

## Биография
Сначала учился в Женевской консерватории у Робера Казадезюса, а с 1935 года — в Парижской консерватории у Жана Роже-Дюкаса (композиция), затем — в «Schola Cantorum» у Даниель-Лесюра (контрапункт) и в «Эколь нормаль» у Шарля Мюнша (дирижирование). Как композитор примыкал к группе «Молодая Франция». Использовал также метод додекафонии. В 1944—1949 годах преподавал в Женевской консерватории. С 1949 года проживал в Париже, с 1957 года — гражданин Франции.
В 1952—1957 годах был одним из руководителей музыкальных программ Радио и телевидения Люксембурга. С 1957 года преподавал в «Schola Cantorumм», в 1961—1962 годах — её директор. В 1969—1981 годах — директор «École Nationale de Musique» в Ле-Мане. Автор ряда статей о европейской музыке. Писал музыку для театра, кино и радио.
В 1948 году Висмер женился на пианистке Лауре-Энн Этьен.

## Сочинения
- симфония № 1 (1938)
- симфония № 2 (1951)
- симфония № 3 (1955)
- симфония № 4 (1962)
- симфония № 5 (1969)
- симфония № 6 (1977)
- симфония № 7 (1980)
- симфония № 8
- симфония № 9
- сюита «Антоний и Клеопатра» / Antoine et Cléopâtre (1946)
- увертюра «Мандреллина» / Mandrellina (1952)
- «Движение» для струнного оркестра / Mouvement (1939)
- концерт для фортепиано с оркестром № 1 (1937)
- концерт для фортепиано с оркестром № 2 (1948)
- концерт для фортепиано с оркестром № 3 (1971)
- концерт для скрипки с оркестром № 1 (1944)
- концерт для скрипки с оркестром № 2 (1956)
- концерт для гитары с оркестром (1957)
- опера «Марион, или Красавица в треуголке» / Marion ou La Belle au tricorne (1951, Париж)
- опера «Капитан Брюно» / Capitaine Bruno (1955, Бордо)
- опера «Леонидас, или Воображаемая жестокость» / Léonidas ou la Cruauté mentale (1958)
- балет «Прекрасное воскресенье» / Le Beau dimanche (1944, Женева)